# The White Stripes (album)
The White Stripes – debiutancki album amerykańskiego duetu The White Stripes, wydany w 1999 roku.

## Lista utworów
1. „Jimmy the Exploder” – 2:29
2. „Stop Breaking Down” – 2:20
3. „The Big 3 Killed My Baby” – 2:29
4. „Suzy Lee” – 3:21
5. „Sugar Never Tasted So Good” – 2:54
6. „Wasting My Time” – 2:13
7. „Cannon” – 2:30
8. „Astro” – 2:42
9. „Broken Bricks” – 1:51
10. „When I Hear My Name” – 1:54
11. „Do” – 3:05
12. „Screwdriver” – 3:14
13. „One More Cup of Coffee” – 3:13
14. „Little People” – 2:22
15. „Slicker Drips” – 1:30
16. „St. James Infirmary Blues” – 2:24
17. „I Fought Piranhas” – 3:07

## Twórcy
- Jack White – śpiew, gitara, fortepian
- Meg White – perkusja, śpiew